# Mondée
Une mondée (du verbe monder) est l'action qui consiste à débarrasser les noix de leur coque rigide afin d'en extraire les cerneaux. Traditionnellement, le cassage de la noix s'opère sur une lauze ou une tuile creuse retournée sur la cuisse à l'aide d'un maillet de buis ou de bois de noyer, appelé « mazette » en Dauphiné, en prenant soin de ne pas l'écraser pour faciliter le triage des cerneaux. Ces cerneaux sont ensuite utilisés en préparation culinaire ou en produit de pressage pour l'obtention d'huile de noix.

## Culture populaire
Les soirées de mondées sont encore populaires en Dauphiné et consistent à effectuer une soirée de veillée tout en mondant les noix. Cette activité conviviale, qui s'effectue à temps perdu durant la veillée, à encore comme fonction de créer du lien social en milieu rural tout en participant au but utilitaire de la mondée.
Dans beaucoup de villages, on faisait une « reboule », c'est-à-dire un repas collectif traditionnel (comme il s'en faisait aussi pour la fin du battage ou des vendanges) dans la maison où se faisait la dernière mondée de l'année. À Vizille, la période de la mondaison se terminait par une fête, où on faisait flotter sur l'eau des coquilles de noix arrangées en lampions.